# Ernest Kidd
Ernest Kidd (25 tháng 5 năm 1900 - 1974) là một cầu thủ bóng đá thi đấu ở Football League cho Ashington và Wigan Borough. Ông sinh ra ở Dunston, Tyne và Wear, Anh.